# Thọ Vinh
Thọ Vinh là một xã cũ thuộc huyện Kim Động, tỉnh Hưng Yên, Việt Nam.
Ngày 1 tháng 12, xã Thọ Vinh sáp nhập với xã Phú Thịnh để tạo nên xã Phú Thọ

## Địa lý
Xã Thọ Vinh có vị trí địa lý:
- Phía đông giáp xã Đồng Thanh
- Phía tây giáp Sông Hồng
- Phía nam giáp xã Đức Hợp và xã Phú Thịnh
- Phía bắc giáp huyện Khoái Châu.

Xã Thọ Vinh có diện tích 3,47 km², dân số năm 2019 là 6.518 người, mật độ dân số đạt 1.879 người/km².

## Hành chính
Xã Thọ Vinh được chia thành 5 thôn: Bắc Nam Phú, Đông Hưng, Phú Khê, Quang Tiến, Tây Thịnh.

## Lịch sử
Ngày 6 tháng 12 năm 2019, Hội đồng Nhân dân tỉnh Hưng Yên ban hành Nghị quyết 246/NQ-HĐND về việc:
- Sáp nhập hai thôn Tây Thịnh 2 và Tây Thịnh 3 thành thôn Tây Thịnh
- Sáp nhập hai thôn Tây Tiến và Thọ Quang thành thôn Quang Tiến
- Sáp nhập hai thôn Bắc Phú và Nam Phú thành thôn Bắc Nam Phú.